# Olaf Rude
Pour les articles homonymes, voir Rude.
Olaf Rude, né le 26 avril 1886 à Rakvere dans le comté de Viru-Ouest et mort le 17 juin 1957 à Fredriksberg dans le comté de Dalécarlie en Suède, est un peintre danois.

## Biographie
Olaf Rude naît en 1886 à Rakvere en Estonie. Enfant, il déménage avec sa famille sur l'île danoise de Lolland. Il y peint notamment de nombreuses vues de la presqu’île Skejten près de Fuglsang, dont les grandes peintures qui décorent le Parlement de Christiansborg. Sa peinture sera notamment influencée par les paysages de Skejten peints par Oluf Hartmann.
En 1905, il étudie à Copenhague puis fréquente la Kunstnernes Frie Studieskoler (en), ayant notamment pour professeurs Johan Rohde et Kristian Zahrtmann.
En 1908, il fonde le De Tretten (en), un groupe de jeunes artistes danois qui s'inspire du Salon des refusés pour monter sa propre exposition à Copenhague. En 1911, il voyage à Paris et apprécie les travaux de Paul Cézanne. De retour au Danemark, il participe à la première exposition réalisé par le mouvement Grønningen (en) en 1915. En 1919, il s'installe sur l'île de Bornholm et rejoint la Bornholm school of painters (en), un regroupement d'artistes dont le thème principal est l'île et ses paysages. Il côtoie également le collectif Fynboerne.
Pour ses œuvres, il remporte notamment la Médaille Eckersberg et la Médaille Thorvaldsen. Il a été professeur à l'Académie royale des beaux-arts du Danemark de 1953 à 1956.
Rude décède à Fredriksberg en Suède en 1957.
Ces œuvres sont notamment visibles au ARoS Aarhus Kunstmuseum, au Statens Museum for Kunst, au Randers Museum of Art, au Funen's Art Museum, au Bornholm Art Museum (en), au Sorø Art Museum (en) et au Ribe Kunstmuseum (en).

## Prix et récompenses
- Médaille Eckersberg
- Médaille Thorvaldsen en 1942